# Імперське міністерство церковних справ
Імпе́рське міністе́рство церко́вних справ (нім. Reichsministerium für die Kirchlichen Angelegenheiten) — центральна державна установа Німеччини, що існувала за часів Третього Рейху.
Створене 16 липня 1935 року з метою керівництва церковною політикою НСДАП. Основними завданнями міністерства стали, перш за все, заходи з об'єднання протестантів і з нацифікації релігії.
У 1935 році під контролем міністерства був сформований Комітет церков, який об'єднав консервативно налаштоване духовенство. У 1938 році міністерство домоглося того, що більшість протестантських священиків дали особисту клятву на вірність А. Гітлеру, зобов'язавшись виконувати його накази.
Після смерті Ганса Керрля втратило своє значення, політика у відношенні до релігійних конфесій стала на жорсткі репресивні позиції.

## Міністри
- Ганс Керрль (1935—1941).
- Герман Мус (1941—1945).